# Psira
Psira (griechisch Ψείρα (f. sg.) = Laus) ist eine kleine und heutzutage unbewohnte griechische Insel nördlich von Kreta. Die Insel liegt vor der ostkretischen Küste im Golf von Mirabello und gehört zur Gemeinde Sitia. Sie befindet sich etwa 3 km westlich vom Küstenort Mochlos und 10 km östlich der Stadt Agios Nikolaos. Die 204 Meter hoch aufragende und nur spärlich bewachsene Insel hat eine Länge von etwa 2300 m, eine maximale Breite von 900 m und besitzt eine Fläche von 1,4 km².
Auf Psira finden sich die Ruinen einer minoischen Hafenstadt. Sie lag südöstlich an einer geschützten Bucht. Die Reste der Hafenanlagen und die niedrigeren Teile der Stadt liegen mittlerweile unter dem Meeresspiegel; die höher gelegenen Ruinen befinden sich an der heutigen Küstenlinie bzw. erstrecken sich am unteren Hang und können im Rahmen von Ausflugsfahrten besichtigt werden. Auch die Reste eines byzantinischen Klosters sind auf der Insel zu finden.

## Erforschung
Ein türkischer Seemann erzählte 1903 dem amerikanischen Hobbyarchäologen Richard Berry Seager von Mauern und Scherben auf der Insel Psira. Seager besuchte die Insel und stellte schnell fest, dass es sich um eine ähnliche Siedlung wie Gournia handelte. 1906 unternahm er mit 20 Arbeitern für drei Tage eine Probegrabung und entschloss sich daraufhin hier 1907 weiterzugraben. Vom 13. Mai bis zum 20. Juli 1907 unternahm er mit 80 Arbeitern Ausgrabungen auf Psira. Sein Onkel Benjamin H. Berry unterstützte ihn und fertigte die Zeichnungen und Pläne an. Seager legte eine minoische Hafenstadt mit mehr als 60 Häusern frei und konnte einige römische Gebäude nachweisen. Des Weiteren fand er minoische Terrassen für den Ackerbau und einen minoischen Friedhof.
Von 1985 bis 1995 erforschten Philip H. Betancourt und Costis Davaras die Ausgrabungsstätte. Unter anderem untersuchten sie die Auswirkungen der Minoischen Eruption auf die Siedlung und den weiteren Werdegang danach.

## Ausgrabungsstätte

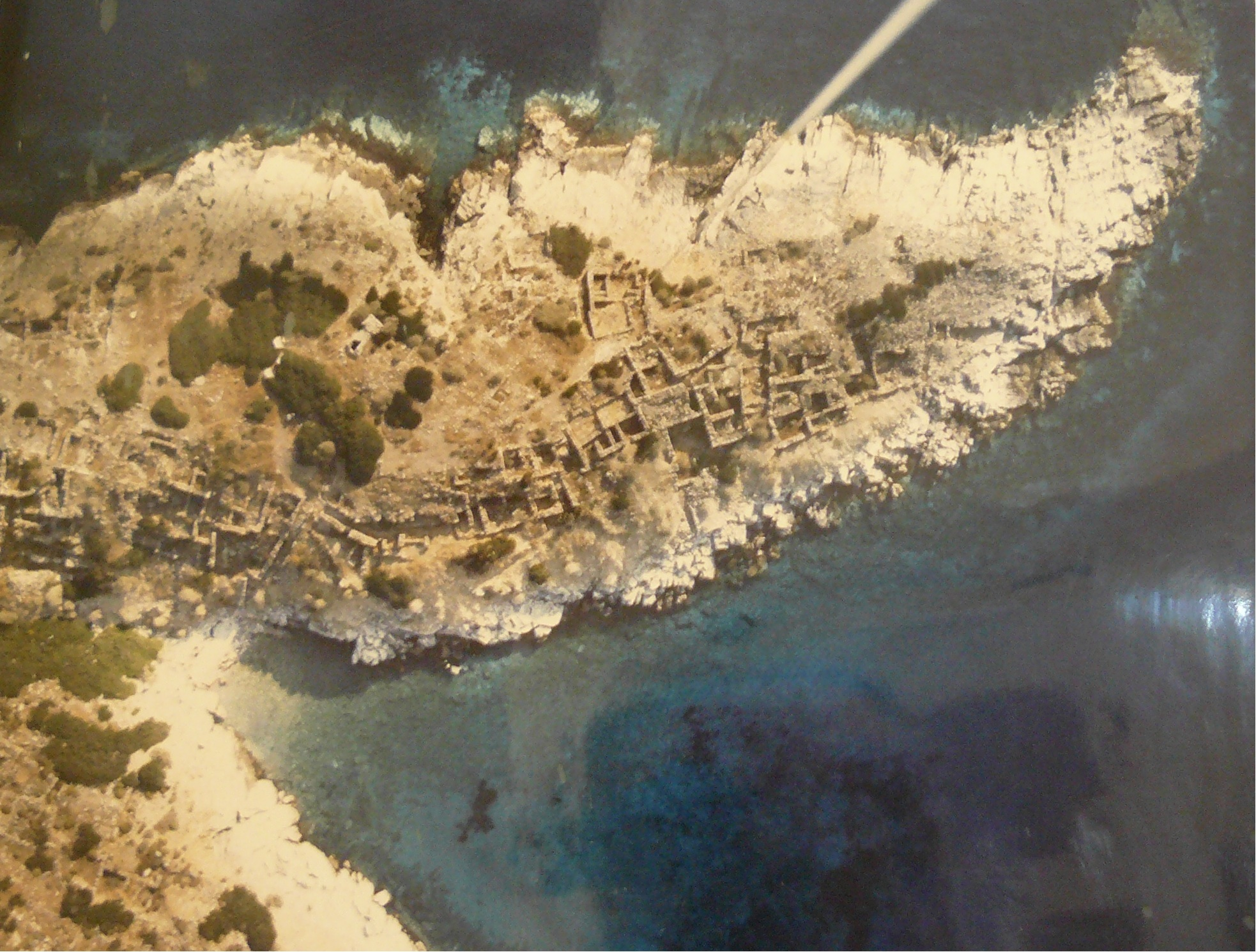
Minoische Stadt auf Psira

Die minoische Stadt lag auf einer Landzunge nördlich der als Hafen genutzten Bucht. Erste Siedlungsreste stammen aus der Frühminoischen Zeit (FM I und FM II). Die Häuser waren zu dieser Zeit direkt auf den Fels gebaut. In späterer Zeit wurde der Schutt aus dieser Zeit zum Ausgleichen der Bodenunebenheiten genutzt und überdauerte so die Zeit. Aus dieser Zeit stammt auch der Obsidian-Hort, den Seager fand. Die ältesten noch erhaltenen Mauern datieren in die späte Frühzeit (FM III). Zu dieser Zeit verwendete man kleine Steine aus grauem Kalkstein, der auf der Insel abgebaut wurde, zum Hausbau. Ziegel fanden zu keiner Zeit Verwendung. In der Folgezeit (MM I) wurden die Häuser weiter genutzt, erhielten jedoch einen neuen Boden. Zu dieser Zeit wurde die Siedlung ein erstes Mal zerstört.
Die Stadt wurde wieder aufgebaut und erreichte zu MM III und SM I A ihre größte Ausdehnung. Die Häuser wurden aus größeren zum Teil grob behauenen Steinen errichtet. Sie hatten oft mindestens zwei Stockwerke, bei einem Gebäude konnte Seager sogar vier nachweisen. Da die Häuser am Hang gebaut waren, hatten sie oft in jedem Stockwerk einen Eingang. In einem Haus fand Seager Überreste eines Gipsreliefs, das eine Königin oder Göttin darstellt. Dieses befindet sich heute im Archäologischen Museum Iraklio. In einem anderen Gebäude gab es eine große Anzahl von Steinen, die er als Geschosse interpretierte. Über Treppen, die zwischen den Häusern verliefen erreichte man vom Hafen aus den höher gelegenen Stadtteil.
Zur Zeit SM I A fand die minoische Eruption, wie Betancourt nachweisen konnte, statt. Die zweite Zerstörung ereignete sich erst zu SM I B und stand also nicht im direkten Zusammenhang mit dem Vulkanausbruch. Die gefundenen Steingefäße und hochwertigen Keramiken, zum Teil im Palaststil, zeigen, dass Psira eine wohlhabende Stadt war. Haupteinnahmequelle war wahrscheinlich der Fernhandel über die Meere. Nach der Zerstörung wurde die Stadt verlassen. Zu SM III wurde sie wiederbesiedelt, um kurz darauf endgültig verlassen zu werden. Seager fand wenige griechische rotfigurige Vasenscherben, die auf eine kleine Siedlung auf der Insel schließen lassen. Zur römischen Zeit gab es auf dem höchsten Punkt der Insel ein Leuchtfeuer und ein kleines dazugehörendes Hafenörtchen von 20 bis 30 m².